# Nancy Ames
Nancy Ames, nata Nancy Hamilton Alfaro (Washington, 30 settembre 1937), è una cantante e cantautrice statunitense folk.

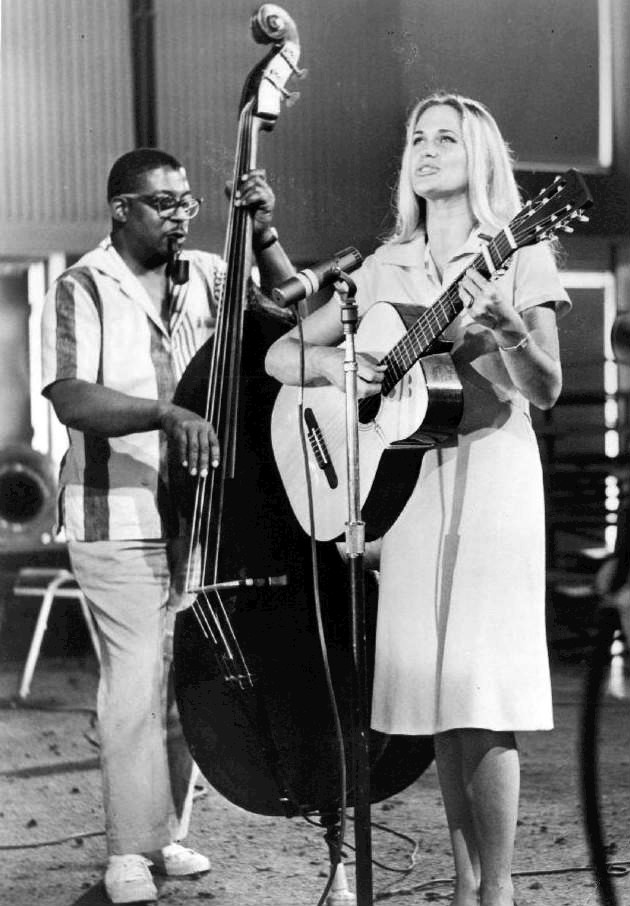
Nancy Ames nello spettacolo Hootenanny, 1963

Appariva regolarmente nella versione americana della serie televisiva That Was the Week That Was. La Ragazza TW3, come era conosciuta, cantava la sigla dello spettacolo e musica speciale.

## Biografia
Nacque a Washington, D.C., nipote di Ricardo Joaquín Alfaro (1882–1971), che è stato presidente di Panama dal 1931 al 1932.
Figlia di un medico, è cresciuta a Washington. Ha frequentato la Holton Arms School (https://www.holton-arms.edu/) e il Bennett College, entrambi per ragazze. Nel 1964 era sposata con l'ipnotizzatore rumeno Triaian Boyer, nel 1968 divorziarono. Dopo il divorzio sposò Jay Riviere, progettista di campi da golf. Ebbero una bambina, Nancy, ma alla fine divorziarono. Ames risiede a Houston, in Texas, dal 1972. Lei e il suo terzo marito Danny Ward sono i co-fondatori di Ward e Ames Special Events.

## Carriera
Cantante folk con un repertorio parzialmente latino, aveva l'esclusiva con la Liberty Records; il suo primo album si intitola Cu Cu Rru Cu Cu La Paloma. Superò la top 100 due volte nel 1966; "He Wore the Green Beret", la sua canzone di risposta a "Ballad of the Green Berets" di Barry Sadler, raggiunse il numero 89, e più tardi nel corso dell'anno anche "Cry Softly" si piazzò nelle classifiche.
Condusse uno show televisivo trasmesso su KPRC-TV Channel 2 (l'affiliata NBC dell'area di Houston) dal 1972 al 1977. È elencata come la co-autrice della sigla di The Smothers Brothers Comedy Hour con Mason Williams per l'LP del 1969 di Williams intitolato Music by Mason Williams. Ames e Williams hanno anche scritto "Cinderella Rockefella", un successo pop internazionale nel 1968.

## Discografia USA (selezione)

### LP
- The Incredible Nancy Ames - Liberty – LRP-3276 - (1963)[9]
- A Portrait of Nancy - Liberty – LRP-3299 - (1963)[9]
- I Will Never Marry - Liberty – LRP-3329 - (1963)[9]
- This is the Girl That is - Liberty – LRP-3369 - (1964)[9]
- Let It Be Me - Liberty – LRP-3400 - (1965)[9]
- As Time Goes By - Epic – BN 26197 - (1965)
- Latin Pulse - Epic – BN 26189 - (1966)
- Versatile Nancy Ames - Sunset Records – SUS-5109 - (1966)
- Spiced With Brasil - Epic – LN 24238 - (1967)
- At The Americana - Epic – BN 26378 - (1968)

### Singoli
7"
- "Bonsoir Cher" / "Cu Cu Rru Cu Cu Paloma" - Liberty – F-55548 - (1963)[10]
- "Malaguena Salarosa" / "Cu Cu Rru Cu Cu Paloma" - Liberty 55737 - (1964)[11]
- "The Funny Thing About It" / "Shake A Hand" - Epic – 5-9845 - (1965)
- "Let Tonight Linger On" / "It Scares Me" - Liberty – F-55762 - (1965)[10]
- "I've Got A Lot Of Love (Left In Me)" / "Friends And Lovers Forever" - Epic 5-9874 - (promo) (1965)[11]
- "He Wore The Green Beret" / "War Is A Card Game" -   Epic – 5-10003 - (1966)
- "I Don't Want To Talk About It" / "Cry Softly" - Epic – 5-10056 - (1966)
- "Friends And Lovers Forever" (Billboard Hot 100 #123) / "Dear Hearts And Gentle" - Epic – 5-9885 - (1966)
- "Love's Like Wine" / "My Story Book" - Epic – 5-10149 - (1967)
- "Something's Gotten Hold Of My Heart" / "On Green Dolphin Street" - ABC Records 11100 - (1968)[10]
- "Something's Gotten Hold Of My Heart" / "On Green Dolphin Street" - Silvercloud Records 1001 - (1968)[11]

12"
- Mr. Bongo - "Soul Limbo" / Nancy Ames - "Eso Beso (That Kiss)" - Sony Music Entertainment (UK) – XPR 2213 - (1995)

### EP
- "1-2-3", "A Taste Of Honey" / "Call Me", "The Shadow Of Your Smile" - Epic – EP 9053 - (1966)[10]